# Gangstar: West Coast Hustle
Gangstar: West Coast Hustle es un videojuego para iOS, Android y webOS desarrollado y publicado por Gameloft. Se trata de una versión renombrada de Gangstar 2: Kings of L.A.. Una secuela en el juego titulado Gangstar: Miami Vindication fue lanzada en septiembre de 2010.

## Trama
En una prisión en México, en la ciudad de Tijuana, dos presos, Juan y Pedro han logrado escapar de la prisión y han logrado después de un fallido robo en un banco cruzar la frontera hacia Estados Unidos con rumbo a Los Ángeles, California.
Juan se reúne con su primo Luis Custodio (L.C) un hombre perteneciente a la banda mexicana Los Matadores que le dara misiones a Juan y su amigo para dominar los barrios de la banda enemiga, Los Locos Muertos, cumpliendo también las labores de El Toro, el líder de Los Matadores. Después de varias misiones para esta banda, los dos hombres se trasladan a los suburbios a clumpir misiones para Dilla, otro líder de una banda que busca adueñarse de los barrios de los suburbios, este los manda en algunas misiones para robar armas a Los Locos Muertos y también un banco, pero después todo sale mal cuando intenta encontrar a un traidor quien era Latisha, amiga de Dilla que se unió con Los Locos Muertos. Latisha es asesinada por Pedro pero emboscan al grupo donde Dilla muere, perdiendo el barrio.
Sin saber a donde ir, los dos amigos se trasladan a Beverly Hills donde cumpliran misiones para Abuelita, una señora millonaria. En una de las misiones, acompañan a su hijo, un jugador de baloncesto a robar el banco de LA, quedando millonarios. Juan llama a L.C para darle la noticia y los tres van a gastar dinero, pero son sorprendidos por unos sicarios que matan a Juan, haciendo que Pedro busque venganza, trabajando hasta con la Mafia y la Yakuza en el puerto de LA para obtener respuestas, pero que no son suficientes.
El conflicto lo llevará hasta el centro de la ciudad donde conoce a Elenita, una estríper quien lo lleva a conocer a un senador llamado James Woolsey quien lo envía en varias misiones en contra de otros políticos, pero en una misión finalmente sabrá la verdad por medio de la traición de El Toro quién intentó matarlo y fue él quién asesinó a Juan por haberles hecho fallar el robo del banco. Para completar su venganza, Pedro va en contra del senador que casi lo envía a la muerte, quién huye de él y después de una persecución por toda la ciudad lo acorrala y lo asesina.

## Jugabilidad
Gangstar: West Coast Hustle se juega como un clon de GTA, con un juego similar a la de la serie Grand Theft Auto. Los jugadores toman el papel de un gánster llamado Pedro (P, P-Thug) acompañado de su amigo Juan. La pareja recientemente se escapó de una prisión mexicana y han llegado a Los Ángeles. Allí se encargan de muchas misiones diferentes para completar el trabajo. El juego es gratuito en itinerancia en un mundo en 3D, mientras que los jugadores controlan a Pedro por un joystick virtual en la pantalla táctil. Los jugadores ganan dinero por completar misiones o matar a los ciudadanos. Los jugadores pueden robar y conducir una variedad de vehículos, ya sea usando el acelerómetro o deslizando un volante en la pantalla táctil. Los actos criminales se traducirá en un nivel deseado en forma de tarjetas de 1.5 en la pantalla, esto hace que la búsqueda de la policía y, si se detecta, el arresto y una multa.
Problemas técnicos de menor importancia son el juego estrellarse al azar, y si el jugador salta de un coche con una pared o edificio a su izquierda, pasará a través de la pared y empezará a flotar en el aire. Esto también ocurre en Gangstar: Miami Vindication.

## Armas
Gangstar: West Coast Hustle tiene muchas armas para elegir. Estos incluyen:
- Un arma de fuego tipo pistola genérica. El icono es de una Inox Beretta 92FS, pero el arma en la pantalla es similar a la M1911. Tiene 12 balas por cargador. Puede ser de doble ejercido, en cuyo caso se llevará a cabo 24 balas. Los agentes de policía llevan la pistola, así como algunos pandilleros mexicanos.
- SMG - Una pistola automática. Que aparece en la pantalla como una Uzi, aunque el icono de un Mini Uzi. Una rápida ráfaga de fuego que mata a un objetivo instantáneamente, pero el SMG es ideal para hacer estallar los coches. Tiene 32 balas por cargador. Puede ser de doble ejercido, en cuyo caso se llevará a cabo 64 balas. Algunos de la mafia y algunos gánsteres asiáticos llevan la SMG.
- Shotgun - Una escopeta de acción. Parece estar basado en el 500 Mossberg. Inexacta a larga distancia, mata en un solo disparo de cerca. Tiene 8 balas. Algunos mafiosos italianos llevan la escopeta.
- Rifle de Asalto - Un AK-47, tiene 64 balas por cargador. Algunos de los mafiosos asiáticos llevan el fusil de asalto.
- Sniper Rifle - Un rifle de francotirador que se asemeja a un M21. Tiene 5 balas por cargador. Mata de un tiro, pero la munición es escasa y cara en la tienda ($ 1.500). Ideal para disparar lejos los objetivos. No hay enemigos que llevan esto en el juego.
- Rocket Launcher - Un RPG-7. Excelente para la destrucción de los grupos de vehículos o de causar estragos. Capacidad de 2 misiles por recarga, la munición también es muy escasao y cara (3.500 dólares). No hay enemigos que lleven esto en el juego.
- Grenade Launcher - Un MGL M32, tiene 5 granadas por recarga, que hace la misma cantidad de daños como un lanzacohetes. Al igual que el francotirador y el lanzacohetes, la munición es muy cara ($ 4.500). No la llevan los enemigos en el juego, sólo está disponible en la versión HD.

Aparte de estos, los jugadores se limitan a los puños y armas cuerpo a cuerpo que no están presentes en el juego.

## Vehículos
Gangstar: West Coast Hustle ofrece 15 tipos de vehículos:
| Vehículo     | Color                           | Description |
| ------------ | ------------------------------- | --- |
| Tawny 40o    | Gris                            | El vehículo más básico en el juego, similar a un Ford Crown Victoria.                                                                                    |
| Police       | Blanco y Negro                  | Sólo aparecen después de cometer un crimen que le da un nivel de búsqueda, lleva a los agentes de policía, es un Tawny 40o con las marcas de la Policía. |
| Lil' Alice   | Azul, Verde                     | Similar a un Mini Cooper de último modelo. |
| Box ES       | Blanco                          | Una furgoneta blanca, similar a un Ford E-Series |
| D340         | Negro, Verde Oscuro             | La única camioneta en el juego, similar a la Toyota Tundra y Honda Ridgeline.                                                                            |
| Sorraia      | Púrpura, Negro con flamas       | El muscle car clásico, que es similar a un Dodge Challenger o Roadrunner Plymouth.                                                                       |
| Coupe V8     | Rojo                            | Un automóvil deportivo moderno, que es similar a un BMW 3-Series.                                                                                        |
| Limo         | Blanco                          | Se basa en el Tawny 40o y es una limusina. |
| Homm         | Blanco, Rojo Oscuro             | Uno de los dos terrenos en el juego, el Homm es una obvia parodia de un Hummer H2 o H3.                                                                  |
| Grand Detour | Azul Oscuro                     | Uno de los dos terrenos en el juego. Se parece a un Cadillac Escalade.                                                                                   |
| VampSquid    | Verde o Púrpura si es deportivo | Una gran potencia de autos deportivos. Se asemeja a un Dodge Viper R / T 10.                                                                             |
| Läufer       | Naranjo, Negro                  | Otro auto deportivo en el juego. El segundo más raro y difíciles de robar, debido a su rápida velocidad. Se asemeja a un Porsche Carrera GT.             |
| Delivery     | Azul                            | Lleva a las entregas de comida rápida y lanza el minijuego de la entrega cuando se maneja.                                                               |
| Taxi         | Amarillo                        | Lleva a los clientes a diferentes lugares y se inicia el minijuego de taxi cuando se maneja.                                                             |
| Ambulance    | Blanco                          | Lleva a los heridos al hospital y se inicia el minijuego de rescate cuando se maneja.                                                                    |

## Niveles de Búsqueda
Estos son los niveles de búsqueda que varían a un nivel obtenido:
- 1 Placa - matando a más de 3 civiles, el establecimiento de un coche en llamas, con el objetivo apuntando con un arma a un oficial de policía, disparar o chocar contra un coche de policía. Una insignia de las causas oficiales de policía para perseguir, si va a pie, van a tratar de ponerse al contacto con usted y si es derribado, es arrestado.
- 2 Placas - Matar a un oficial de policía, o muchos civiles (+6) a la vez. 2 insignias hará poca la diferencia, sólo que ahora la policía le disparará al jugador y lo puede matar si se le permite.
- 3-5 Placas - Pelea continua para involucrar a la policía en un tiroteo, matando a varios oficiales. Entre la placa 3 y 4, la policía aparece más a menudo, pero siguen utilizando pistolas. Por lo credencial la quinta placa, hay un gran número de coches en la carretera que son los coches de policía que bloquearan el paso.

Los agentes de policía también caminan en la playa, aunque no hay carreteras. El jugador puede ocultar o recoger credenciales en el mapa para reducir su nivel de búsqueda en una placa.